# MFK Karviná
Der MFK Karviná ist ein tschechischer Fußballverein aus der mährisch-schlesischen Stadt Karviná. Er entstand 2003 aus einer Fusion zwischen dem FC Karviná und TJ Jäkl Karviná. Der FC Karviná spielte 1996/97 und 1998/99 in der höchsten tschechischen Spielklasse. In der Saison 2015/16 gelang dem MFK Karviná erstmals der Aufstieg in die 1. Liga.

## Vereinsgeschichte
Der MFK Karviná ist das Ergebnis einer Konzentration von einst vier selbstständigen Fußballvereinen, deren Schlusspunkt das Zusammengehen von Jäkl Karviná und FC Karviná im Februar 2003 war. Der FC Karviná, Nachfolger von Kovona Karviná, war 1995 entstanden, als er die ein Jahr zuvor erfolgte Fusion mit dem FC Vítkovice löste. Noch im gleichen Jahr schlossen sich KD Karviná und der FC Karviná zusammen. KD Karviná war kurz zuvor aus der Fusion der zwei erfolgreichsten Klubs der Stadt entstanden, dem FK 1. máj Karviná und dem FK ČSA Karviná.
In seiner ersten Saison 2003/04 wurde der MFK Karviná Vierter des Moravskoslezský přebor, der fünfthöchsten Spielklasse, was kurioserweise für den Aufstieg in die 4. Liga reichte, da sich Mokré Lazce freiwillig aus dieser zurückzog und weder der Zweite Lokomotiva Petrovice noch der Dritte Lichnov aufsteigen wollten. In der Divize E 2004/05 erreichte die Elf den fünften Platz. In der Spielzeit 2005/06 reichte ein dritter Platz zum Aufstieg in die 3. Liga MSFL, da der FC Vítkovice seine B-Mannschaft auflöste und dadurch einen Platz zusätzlich freimachte. Der MFK Karviná erreichte 2006/07 den achten, 2007/08 den vierten Platz.
Vor der Saison 2008/09 erwarb der Verein vom Aufsteiger Sigma Olmütz B die Lizenz für die 2. Liga. Außerdem erfolgte eine Umbenennung des Vereins ins MFK OKD Karviná. In den Folgejahren platzierte sich Karviná im Mittelfeld der Zweitligatabelle. Ausnahme war die Saison 2010/11, die die Mannschaft auf dem vierten Platz abschloss. In den Jahren 2015 und 2016 wurde die Heimspielstätte des Klubs, das Städtische Stadion umgebaut. Die Kapazität sank dadurch von ca. 8.000 auf 4.862 (Sitz-)Plätze. In der Saison 2015/16 spielte die Mannschaft im Stadion Kovona. Durch den zweiten Platz hinter Meister FC Hradec Králové sicherte sich das Team um Trainer Jozef Weber den Aufstieg in die Synot Liga. Zu den bekanntesten Spielern der Aufstiegsmannschaft gehören Pavel Dreksa, Jan Šisler, Jan Hošek, Jan Moravec, Zbyněk Pospěch und der estnische Nationalspieler Sander Puri.

## Geschichte der Vorgänger

### TJ Jäkl Karviná
Dieser Klub wurde 1921 als SK Fryštát gegründet. Ihm gelang 1935 der Aufstieg in die Divize, damals die zweithöchste Spielklasse der Tschechoslowakei. Als Tabellenletzter stieg der SK Fryštát umgehend wieder ab. Nach der Besetzung des Gebiets um Karviná durch die polnische Armee im Herbst 1938 wurde der Verein aufgelöst. Nach dem Ende des Zweiten Weltkriegs wurde er wiedergegründet, das Patronat über den Klub übernahmen die örtlichen, inzwischen verstaatlichten Stahlwerke, ehemals Jäklův železářský průmysl. Als Železárny Karviná spielte der Klub 1952 in der zweithöchsten Spielklasse, aber in dieser Zeit standen politische Entscheidungen über sportlichen. Trotz des zweiten Platzes verschwand der Klub, der später in TJ NHKG Karviná umbenannt wurde, in den Niederungen des tschechoslowakischen Amateurfußballs.
In den 1980er-Jahren folgte eine weitere Umbenennung in TJ NH Karviná. Nach der Samtenen Revolution und der anschließenden Privatisierung der Stahlwerke, die nun JÄKL Karviná hießen, änderte sich 1993 auch die Bezeichnung des Vereins in TJ JÄKL Karviná. Jäkl stieg 1993 in den Slezský přebor auf, die fünfthöchste Spielklasse. Dort konnte sich die Mannschaft bis 1999 halten, 2002 schaffte sie den Wiederaufstieg, am Saisonende 2002/03 fusionierte der Klub mit dem FC Karviná.

### FK ČSA Karviná
Der FK ČSA Karviná wurde 1921 als SKK Karviná-Těšínsko gegründet, nach dem Zweiten Weltkrieg in TJ Baník ČSA Karviná umbenannt, 1993 in FK ČSA Karviná. Baník ČSA Karviná stieg 1983 in die Divize D auf, die vierthöchste Spielklasse. Diese Liga gewann Baník ČSA 1989 und stieg in die 3. Liga auf, in der sie sich bis 1994 halten konnten. In der Folge schloss sich der Klub mit seinem Ortsrivalen FK 1. máj Karviná zum KD Karviná zusammen.

### FK 1. máj Karviná
Der FK 1. máj Karviná wurde 1919 als PKS Polonia Karwina gegründet. Dies war einer der größten Sportklubs der polnischen Minderheit in der damaligen Tschechoslowakei. Polonia erreichte 1934 die Divize, die zweithöchste tschechoslowakische Spielklasse, in der man sich bis 1938 halten konnte. Im Jahre 1938 kam das Gebiet an Polen und der PKS Polonia spielte in der schlesischen A-Klasse. Nach dem Zweiten Weltkrieg wurde der Verein als SK Polonia Karviná wiedergegründet.
Anfang der 1950er Jahre spielte der Verein, immer wieder umbenannt, in der über 200 Vereine umfassenden zweithöchsten Spielklasse, aus der er 1955 im Zuge einer Reorganisation verschwand. Ab diesem Zeitpunkt lautete die neue Bezeichnung TJ Baník Mír Karviná, ab 1961 TJ Baník 1. máj Karviná. Baník spielte lange Jahre in der 4. Liga, 1992 gelang der Aufstieg in die MSFL, die 3. Liga. Dort traf man auf den in diese Liga 1989 aufgestiegenen Lokalrivalen Baník ČSA Karviná. Wie dieser stieg der Klub, 1993 umbenannt in FK 1. máj Karviná, am Ende der Saison 1993/94 ab, es folgte der Zusammenschluss der beiden Konkurrenten zu KD Karviná, der wiederum bald darauf mit dem FC Karvína fusionierte.

### FC Karviná
Der FC Karviná entstand aus dem FC Kovona Karviná, der, unter dem Namen TJ Spartak Kovona Karviná spielend, keine nennenswerte Bedeutung im tschechoslowakischen Fußball besaß. Überregional bekannt wurde die Mannschaft erst 1993 mit dem Aufstieg in die Divize, also die vierthöchste Spielklasse. Dort belegte sie in der Saison 1993/94 den 14. Platz.
Im Sommer 1994 einigte sich der FC Kovona Karviná mit dem Erstligaabsteiger FC Vítkovice auf einen Zusammenschluss und trat in der Zweitligaspielzeit 1994/95 als FC Karviná-Vítkovice an. Nach nur einer Saison wurde diese Fusion gelöst, der FC Karviná blieb in der 2. Liga, der FC Vítkovice trat eine Klasse tiefer an.
Vor Saisonbeginn schloss sich der FC Karviná mit KD Karviná zusammen, der aus der Fusion von FK ČSA Karviná und FK 1. máj Karviná hervorgegangen war.
Der FC Karviná gewann die 2. Liga und stieg in die höchste tschechische Spielklasse, die Gambrinus Liga auf. In der Abwehr der ansonsten weitgehend namenlosen Mannschaft überzeugte der spätere Nationalspieler René Bolf. Die wenig verstärkte Mannschaft, lediglich Torjäger Vítězslav Tuma schien erstligatauglich, konnte die Klasse nicht halten und stieg als Vorletzter mit 25 Punkten ab. Auch ein Trainerwechsel in der Winterpause von Lubomír Vašek zu Jaroslav Netolička brachte nicht die erhoffte Wende. In der Saison 1997/98 gelang vor allem Dank 19 Toren von Tuma der sofortige Wiederaufstieg. Abermals war die Mannschaft, noch dazu ohne Tuma, zu schwach für die 1. Liga. Auch zahlreiche erfahrene Spieler konnten den erneuten Abstieg nicht verhindern.
Konnte im Spieljahr 1999/00 in der 2. Liga noch der elfte Rang erreicht werden, so ging es in der Folge rapide bergab. 2001 stieg der FC Karviná aus der 2. Liga ab, 2002 aus der 3. Liga und 2003 konnte auch die 4. Liga nicht gehalten werden, wobei in der Rückrunde auch zweistellige Niederlagen an der Tagesordnung waren. Zu einem Spiel reiste die Mannschaft mangels Spielern erst gar nicht an und verlor am grünen Tisch. Schließlich war der FC Karviná im Frühjahr 2003 zahlungsunfähig. Als einzigen Ausweg sahen die Verantwortlichen des Klubs die Zusammenarbeit mit Jäkl Karviná, die zur Gründung des MFK Karviná führte.

#### Ligazugehörigkeit des FC Karviná
|         | 93/94 | 94/95 | 95/96 | 96/97 | 97/98 | 98/99 | 99/00 | 00/01 | 01/02 | 02/03 |
| ------- | ----- | ----- | ----- | ----- | ----- | ----- | ----- | ----- | ----- | ----- |
| 1. Liga |       |       |       | 15.   |       | 16.   |       |       |       |       |
| 2. Liga |       | 6.2   | 1.    |       | 2.    |       | 11.   | 16.   |       |       |
| 3. Liga |       |       |       |       |       |       |       |       | 16.   |       |
| 4. Liga | 14.1  |       |       |       |       |       |       |       |       | 16.3  |

1Als FC Kovona Karviná. Nach Saisonende Fusion mit FC Vítkovice zu FC Karviná-Vítkovice → 2. Liga
2Als FC Karviná-Vítkovice. Nach Saisonende Lösung der Fusion
3Nach Saisonende Fusion mit TJ Jäkl Karviná. Gründung des MFK Karviná

#### Statistik
- 1. Tschechische Liga:

| Liga            | Platz     | Spiele | Siege | Remis | Niederlagen | Tore  | Punkte |
| 1. Liga 1996/97 | 15. Platz | 30     | 6     | 7     | 17          | 25:50 | 25     |
| 1. Liga 1998/99 | 16. Platz | 30     | 6     | 5     | 19          | 28:55 | 23     |

## Trainer
- Leoš Kalvoda (2008)
- Karel Kula (2010) Co-Trainer, (2010–2012) Trainer,